# Colibri à queue bronzée
Chalybura urochrysia
Espèce
Statut de conservation UICN

 LC  : Préoccupation mineure
Statut CITES
Le Colibri à queue bronzée (Chalybura urochrysia) est une espèce de colibris présents en Colombie, au Costa Rica, en Équateur, au Honduras, au Nicaragua et au Panama.

## Habitat
Ses habitats sont les forêts tropicales et subtropicales humides de basses altitudes. Elle se trouve aussi sur les sites de plantations agricoles et les jardins ruraux.

Carte de répartition de l'espèce

## Sous-espèces
D'après Alan P. Peterson, 4 sous-espèces ont été décrites :
- Chalybura urochrysia intermedia Hartert & C. Hartert, 1894 ;
- Chalybura urochrysia isaurae (Gould, 1861) ;
- Chalybura urochrysia melanorrhoa Salvin, 1865 ;
- Chalybura urochrysia urochrysia (Gould, 1861).